# Józef Kozłowski
Józef Kozłowski (ryska: Osip Antonovitj Kozlovskij, Осип Антонович Козловский), född 1757 i Warszawa, död 11 mars (gamla stilen: 27 februari) 1831 i Sankt Petersburg, var en polsk-rysk tonsättare. 
Kozłowski deltog i rysk-turkiska kriget och kom då i gunst hos furst Grigorij Potemkin, som tog honom med till Sankt Petersburg, där Kozłowski blev hovkapellmästare. Förutom åtskillig skådespelsmusik komponerade han mycket omtyckta polonäser, bland vilka en för kör och orkester ("Segerrop må ljuda") länge gjorde tjänst som rysk nationalhymn, vidare bland annat några mässor, ett Te Deum, två rekviem och sånger.